# Роботине
Робо́тине — село в Україні, у Токмацькій міській громаді Пологівського району Запорізької області. Населення становить 0 осіб. До 2020 року орган місцевого самоврядування — Новопрокопівська сільська рада.
Станом на першу половину 2024 року внаслідок запеклих боїв з російськими загарбниками село було вщент знищено.

## Географія
Село розташоване за 80 км від обласного центру, 48 км від районного центру та 20 км від центру громади. У селі бере початок річка Балка Оріхова. Через село пролягає автошлях територіального значення Т 0408.

## Історія

### XIX-XX століття
Село засноване 1869 року. За даними Ю. Князькова, засноване як хутір у 1818 р. переселенцями з Оріхова. Назва походить від прізвища першопоселенців Робота. Хутір мав паралельну назву — Оберемків.
Належало до Солодко-Балківської волості Бердянського повіту Таврійської губернії. До 1865 року мешканці належали до парафії в Оріхові, а відтак — у Копанях. Майже всі мешканці були українцями.

### XXI століття
12 червня 2020 року, відповідно до розпорядження Кабінету Міністрів України № 713-р «Про визначення адміністративних центрів та затвердження територій територіальних громад Запорізької області», Новопрокопівська сільська рада ввійшла до складу Токмацької міської громади Токмацького району.
19 липня 2020 року, внаслідок адміністративно-територіальної реформи та ліквідації Токмацького району, село ввійшло до складу Пологівського району.

### Російсько-українська війна
У лютому 2022 року почалося російське вторгнення в Україну, Роботине було на південному напрямку російського наступу.
4 березня 2022 року російські окупаційні війська підійшли з півдня до села Роботине та розгорнули тут важку вогнеметну систему залпового вогню «Солнцепєк».
6 березня 2022 року село було окуповане російськими загарбниками.
7 серпня 2023 року, за повідомленнями ЗМІ, ЗСУ увійшли в межі села, за яке точилися запеклі бої.
22 серпня 2023 року в село з боєм зайшли бійці 47 ОМБр, які почали евакуацію жителів на БМП Bradley.
23 серпня 2023 року, в День Державного прапору України, після понад двох місяців важких боїв над селом підняли український прапор, населений пункт був остаточно звільнений від російської окупації, внаслідок боїв село майже повністю знищено.
Офіційно про звільнення села Міністерство оборони України повідомило 28 серпня 2023 року.
19 квітня 2024 року за словами голови Запорізької ОВА Івана Федорова, ворог завдав 5 авіаційних ударів по Роботиному, Малій Токмачці та Новоандріївці. 32 БПЛА різної модифікації атакували Гуляйполе, Левадне, Роботине, Малу Токмачку, Малинівку і Новоандріївку. ️2 обстріли РСЗВ накрили Левадне і Роботине. ️252 артобстріли завдано по території Гуляйполя, Малої Токмачки, Новоандріївки, Новоданилівки, Роботиного, Левадного та Малинівки.

## Населення

### Мова
Розподіл населення за рідною мовою за даними перепису 2001 року:
| Мова       | Кількість | Відсоток |
| ---------- | --------- | -------- |
| українська | 446       | 92.92%   |
| російська  | 33        | 6.87%    |
| білоруська | 1         | 0.21%    |
| Усього     | 480       | 100%     |

За переписом населення України 2001 року, 92,9% населення вказали українську мову рідною, 6,9% — російську.

## Пам'ятки
- За 3,5 км на північний схід від села розташований ландшафтний заказник місцевого значення «Балка Успенівська»[19];
- Могила керівника першого Маріупольського ударного радянського загону Кузьми Апатова;
- Пам'ятник Тарасу Шевченку (1965);
- братська могила радянських солдатів;
- пам'ятник землякам, що загинули у лавах Червоної армії.

## відомі особи
- Бабенко Максим Володимирович — український військовик, учасник російсько-української війни[20].
- Шейко Сергій Анатолійович, 12.02.1979 року народження, уродженець села Роботине Токмацького району. Будучи вірним присязі і народу України, героїчно загинув 29 серпня 2022 року при обороні позицій від російських загарбників поблизу села Зайцево Бахмутського району. Похований на військовому цвинтарі у місті Дніпро.